# 녹두당면

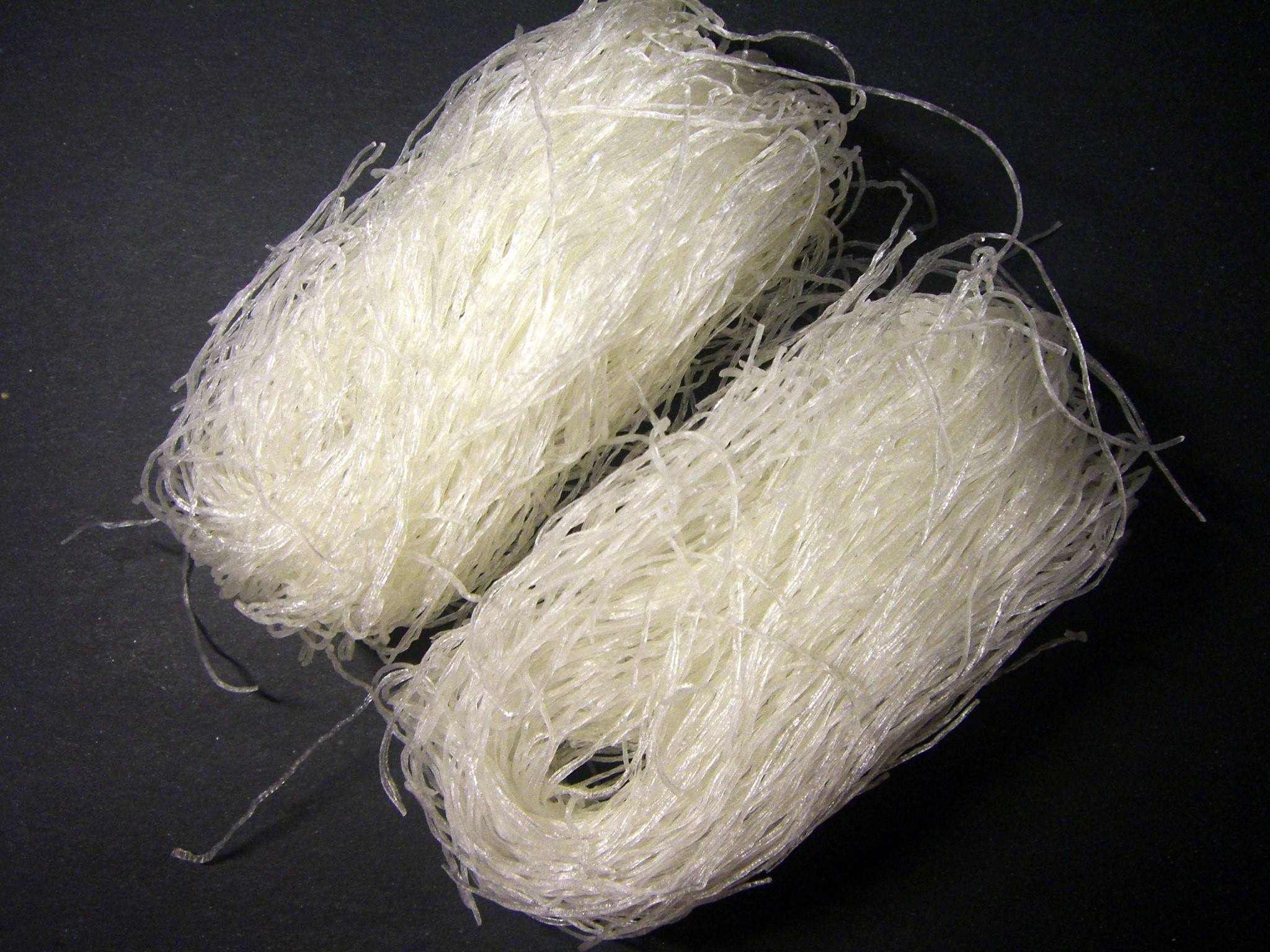
녹두당면

녹두당면(綠豆唐麵)은 녹두에 든 녹말을 가려 가루로 낸 녹두녹말로 만든 당면이다. 한국 요리에 쓰이는 고구마당면보다 가느다랗고 투명하며, 동남아시아 요리에 많이 쓰인다.

## 사진

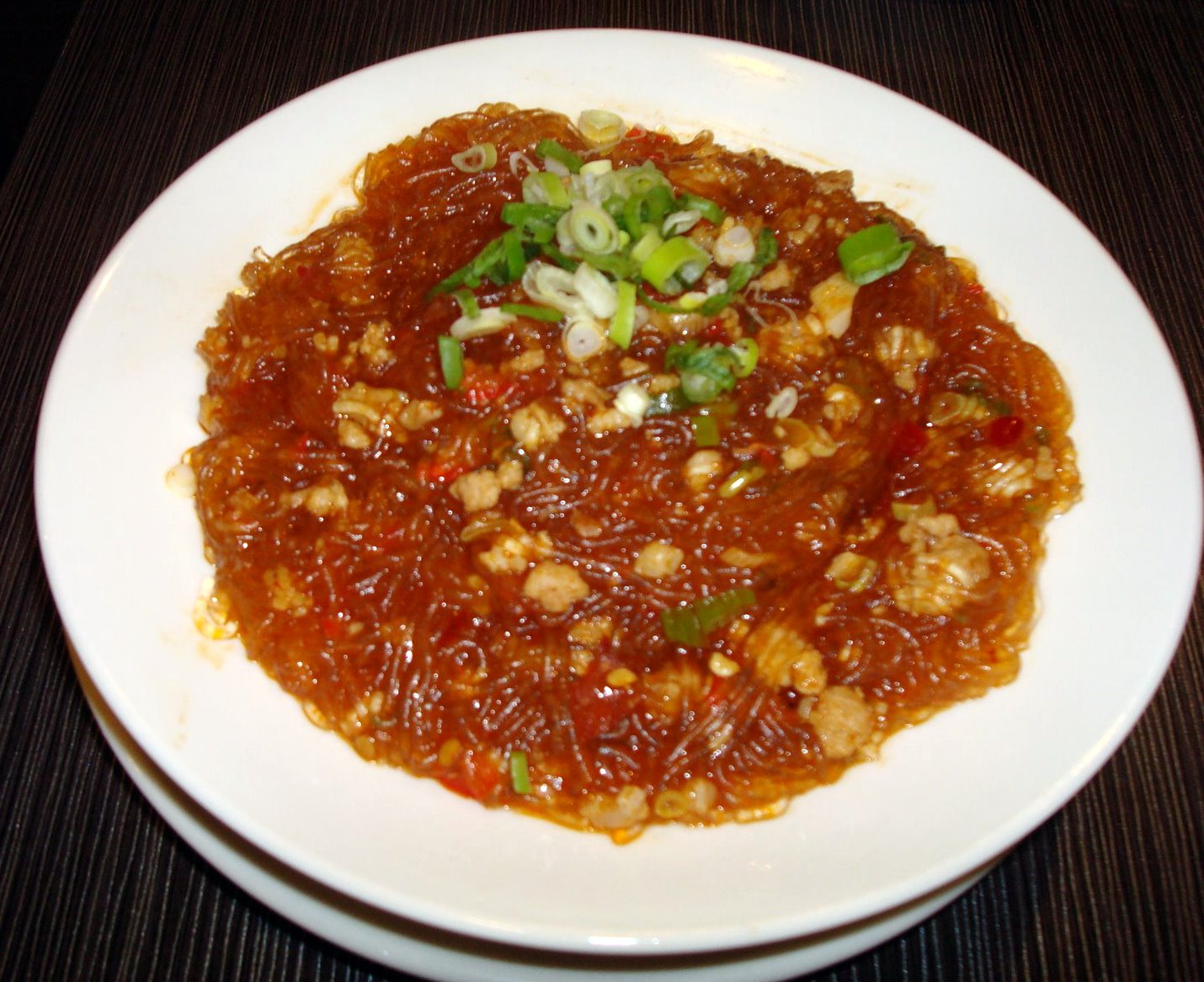
마이상수
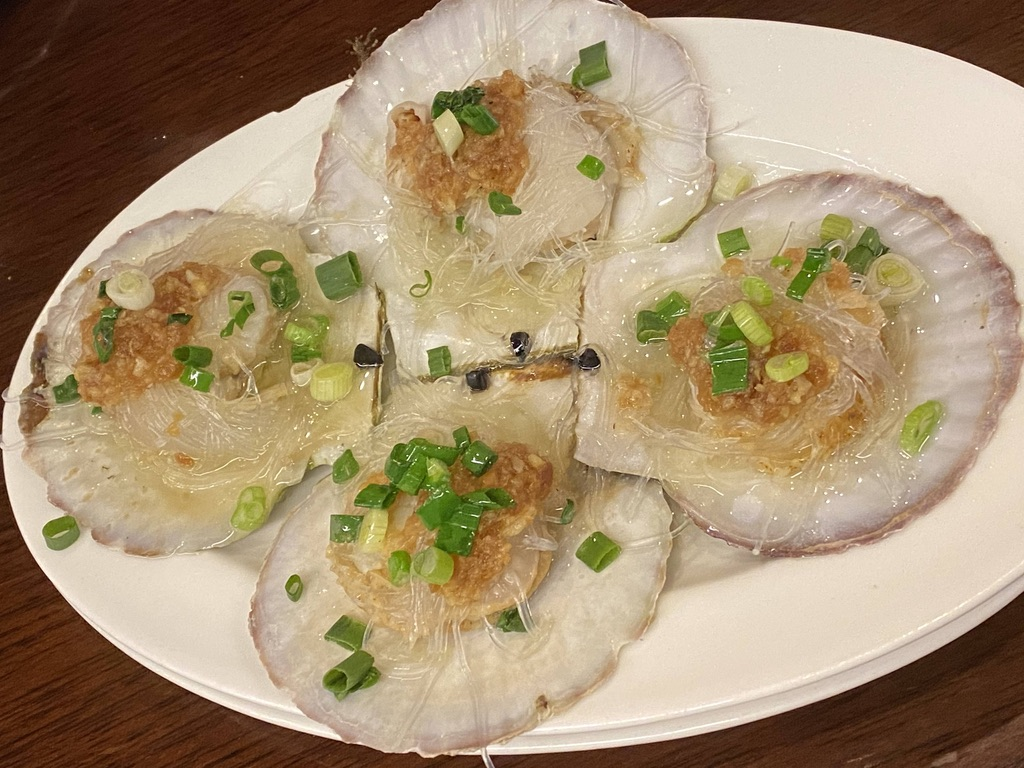
쉰융판시징신부이
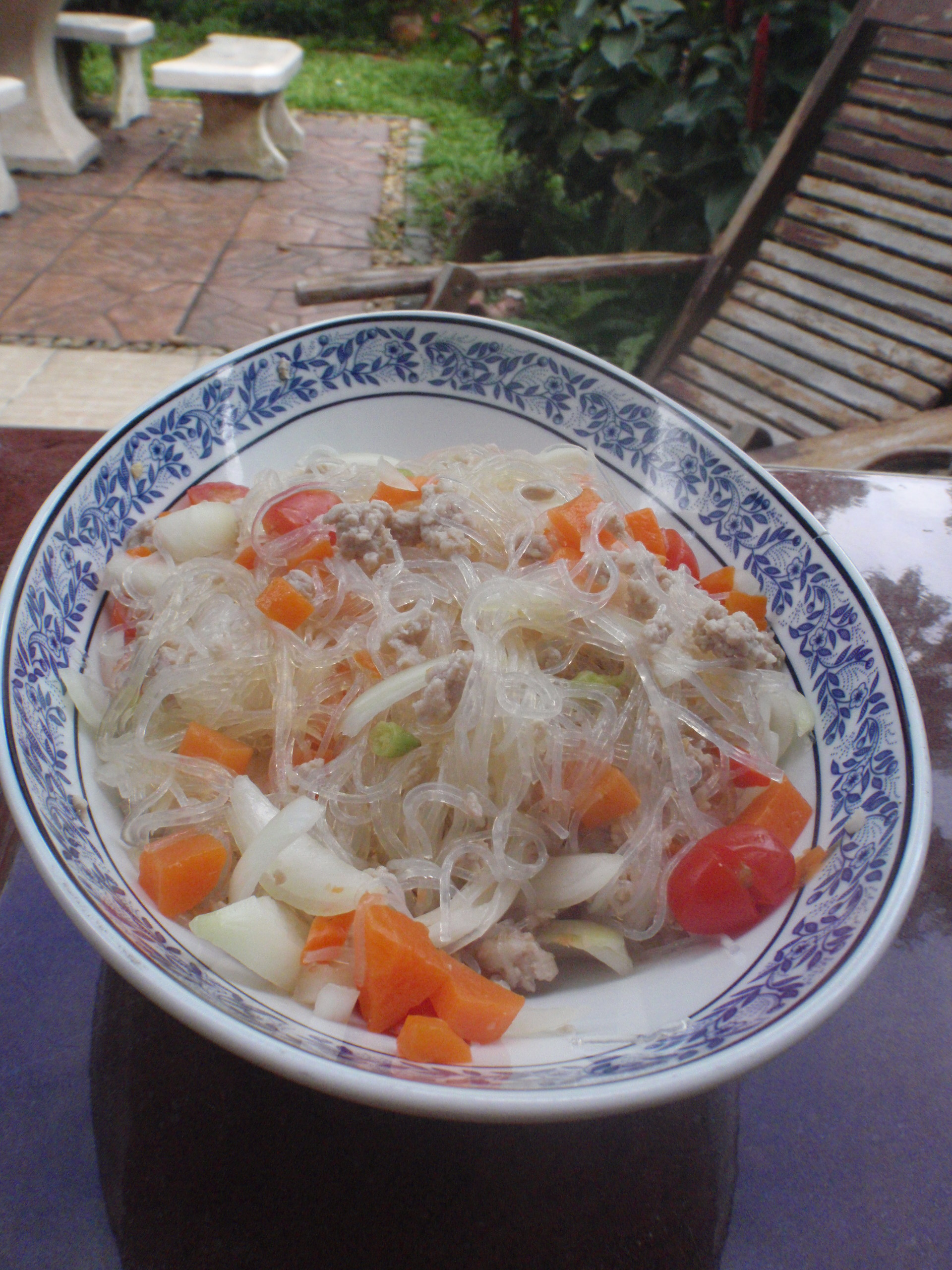
얌 운센
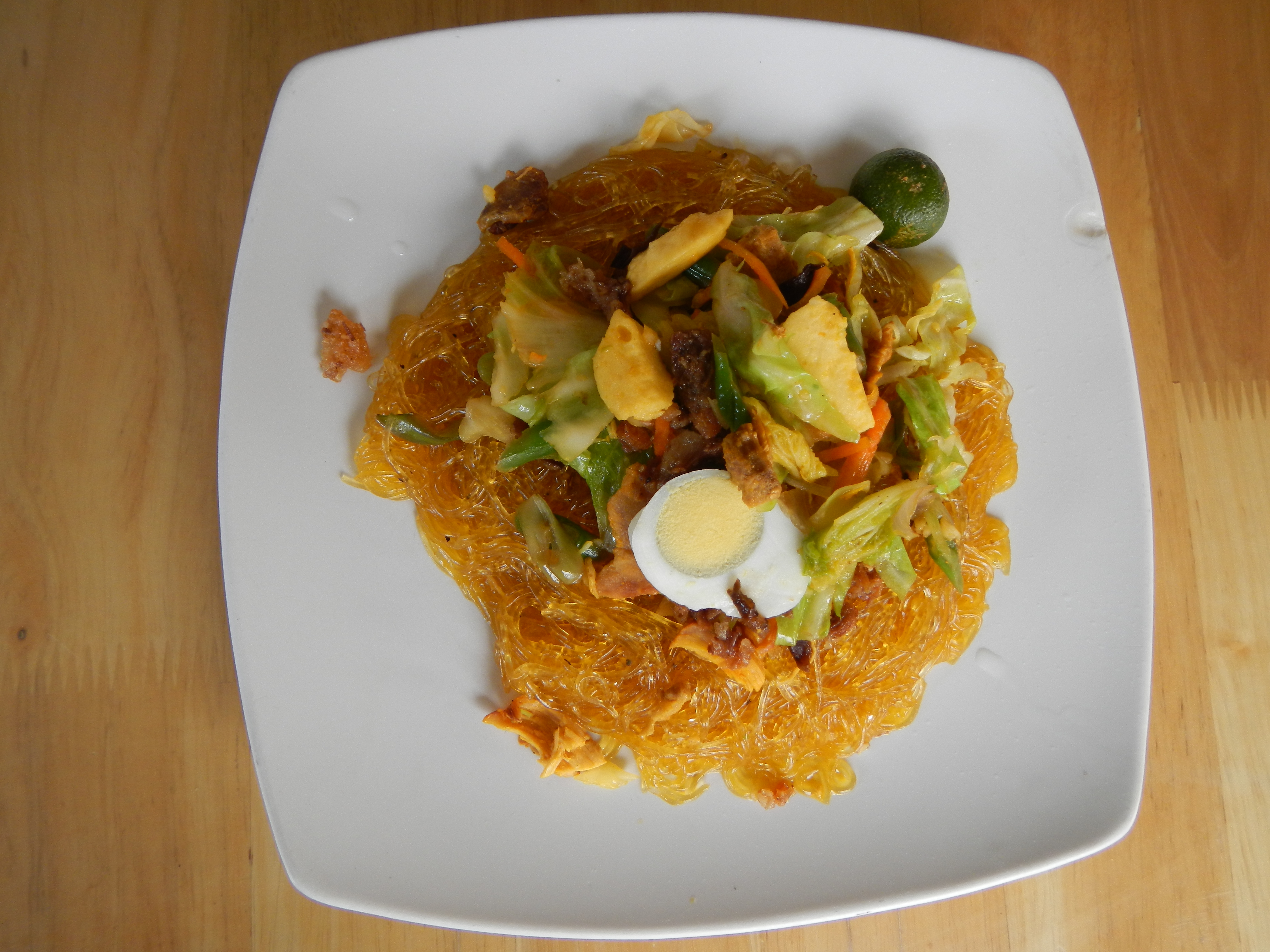
판싯 소탕혼

## 같이 보기
- 고구마당면
- 중국당면